# Yvonne McGregor
Yvonne McGregor, MBE (nascida em 9 de abril de 1961) é uma ex-ciclista profissional britânica. É medalhista nos Jogos Olímpicos de 2000.